# Żułów
Żułów – wieś w Polsce położona w województwie lubelskim, w powiecie krasnostawskim, w gminie Kraśniczyn. Żułów został samodzielną miejscowością 1 stycznia 2013, wcześniej stanowił część wsi Wólka Kraśniczyńska.
W latach 1975–1998 miejscowość administracyjnie należała do województwa chełmskiego.
Wieś stanowi sołectwo gminy Kraśniczyn.
W 1934 r. Karol Raczyński, realizując testament swojej krewnej, Jadwigi Poletyło, przekazał folwark w Żułowie Towarzystwu Opieki nad Ociemniałymi z podwarszawskich Lasek. W 1939 r. w folwarku zamieszkały siostry franciszkanki służebnice Krzyża i niewidomi podopieczni. W okresie od listopada 1941 r. do czerwca 1942 r. przebywał tu także ks. prof. Stefan Wyszyński, późniejszy prymas Polski i błogosławiony Kościoła katolickiego. Po wojnie na terenie folwarku Towarzystwo otwarło Dom Pomocy Społecznej dla Kobiet Niewidomych, nazywany obecnie „Domem Nadziei”. Od 1995 r. przy domu funkcjonuje Warsztat Terapii Zajęciowej dla osób z niepełnosprawnościami.
Wierni Kościoła rzymskokatolickiego należą do parafii św. Apostołów Piotra i Pawła w Kraśniczynie.